# اتحادیه فایدو

اتحادیه فایدو: https://fidoalliance.org/

اتحادیه فایدو (به انگلیسی: FIDO Alliance) یک انجمن صنعتی باز است که در فوریه ۲۰۱۳ راه‌اندازی شد و مأموریت اعلام شده آن توسعه و ترویج استانداردهای احراز هویت است که به کاهش وابستگی بیش از حد جهان به رمزهای عبور کمک می‌کند. فایدو (به انگلیسی: FIDO) به عدم سازگاری بین دستگاه‌هایی که از احراز هویت قوی (به انگلیسی: strong authentication)  استفاده می‌کنند، می‌پردازد و مشکلاتی را که کاربران در ایجاد و به خاطر سپردن نام‌های کاربری و رمزهای عبور متعدد با آن مواجه هستند، کاهش می‌دهد.
فایدو از طیف کاملی از فناوری‌های احراز هویت، از جمله بیومتریک مانند اسکنرهای اثر انگشت و عنبیه، تشخیص صدا و چهره، و همچنین راه‌حل‌ها و استانداردهای ارتباطی موجود مانند ماژول‌های پلتفرم قابل اعتماد (به انگلیسی: Trusted Platform Modules (TPM))، توکن‌های امنیتی یو اس بی (به انگلیسی: USB)، کارت‌های هوشمند و ارتباطات میدان نزدیک (به انگلیسی: NFC) پشتیبانی می‌کند. دستگاه توکن امنیتی یو  اس بی ممکن است برای احراز هویت با استفاده از یک رمز عبور ساده (مثلاً پین چهار رقمی) یا با فشار دادن یک دکمه استفاده شود. مشخصات بر مدل متمرکز بر دستگاه تأکید دارد. احراز هویت از طریق یک کانال ناامن با استفاده از رمزنگاری کلید عمومی انجام می‌شود. دستگاه کاربر، کاربر را با ثبت یک کلید عمومی در سرور ثبت می‌کند. برای احراز هویت کاربر، دستگاه چالشی از سرور را با استفاده از کلید خصوصی که در اختیار دارد، امضا می‌کند. کلیدهای روی دستگاه با یک حرکت محلی کاربر مانند بیومتریک یا فشار دادن یک دکمه باز می‌شوند.
فایدو دو نوع تجربه کاربری را بسته به پروتکلی که استفاده می‌شود، ارائه می‌دهد. هر دو پروتکل یک رابط مشترک در سمت کلاینت برای هر روش احراز هویت محلی که کاربر استفاده می‌کند، تعریف می‌کنند.

## مشخصات
مشخصات باز زیر ممکن است از وب‌سایت فایدو دریافت شود:
- چارچوب احراز هویت جهانی (به انگلیسی: Univeral Authentication Framework (UAF))
- استاندارد پیشنهادی چارچوب احراز هویت جهانی ۱٫۰ (۸ دسامبر ۲۰۱۴)
- استاندارد پیشنهادی چارچوب احراز هویت جهانی ۱٫۱ (۲ فوریه ۲۰۱۷)
- پیش‌نویس بررسی چارچوب احراز هویت جهانی ۱٫۲ (۲۸ نوامبر ۲۰۱۷)

- فاکتور دوم جهانی (به انگلیسی: Universal 2nd Factor (U2F))
- استاندارد پیشنهادی فاکتور دوم جهانی ۱٫۰  (۹ اکتبر ۲۰۱۴)
- استاندارد پیشنهادی فاکتور دوم جهانی ۱٫۲ (۱۱ ژوئیه ۲۰۱۷)

- فایدو ۲٫۰ (فایدو ۲٫۰، ارائه شده به کنسرسیوم وب جهان گستر (به انگلیسی: World Wide Web consortium (W3C)) در ۱۲ نوامبر ۲۰۱۵)
- استاندارد پیشنهادی فایدو ۲٫۰ (۴ سپتامبر ۲۰۱۵)

- پروتکل کلاینت به احراز هویت کننده (به انگلیسی: Client To Authenticator Protocol (CTAP))
- استاندارد پیشنهادی پروتکل کلاینت به احراز هویت کننده ۲٫۰ (۲۷ سپتامبر ۲۰۱۷)
- پیش‌نویس پیاده‌سازی پروتکل کلاینت به احراز هویت کننده ۲٫۰ (۲۷ فوریه ۲۰۱۸)

استاندارد پیشنهادی فاکتور دوم جهانی ۱٫۰ (۹ اکتبر ۲۰۱۴) نقطه شروع برای مشخصاتی بود که به عنوان استاندارد پیشنهادی فایدو ۲٫۰ (۴ سپتامبر ۲۰۱۵) شناخته می‌شود. این استاندارد به‌طور رسمی به کنسرسیوم وب جهان گستر در ۱۲ نوامبر ۲۰۱۵ ارائه شد. به دنبال آن، اولین پیش‌نویس کاری استاندارد احراز هویت وب (به انگلیسی: WebAuthn) در ۳۱ مه ۲۰۱۶ منتشر شد. استاندارد احراز هویت وب از آن زمان تاکنون بارها بازبینی شده و در ۴ مارس ۲۰۱۹ به عنوان یک توصیه کنسرسیوم وب جهان گستر تبدیل شد.
در همین حال، استاندارد پیشنهادی فاکتور دوم جهانی ۱٫۲ (۱۱ ژوئیه ۲۰۱۷) نقطه شروع برای استاندارد پیشنهادی پروتکل کلاینت به احراز هویت‌کننده ۲٫۰ بود که در ۲۷ سپتامبر ۲۰۱۷ منتشر شد. 

## فایدو ۲٫۰
پروژه فایدو ۲٫۰ یک تلاش مشترک بین اتحادیه فایدو و کنسرسیوم وب جهان گستر بوده که هدف آن ایجاد احراز هویت قوی برای وب است. در هسته خود، فایدو ۲٫۰ شامل استاندارد احراز هویت وب و پروتکل کلاینت به احراز هویت‌کننده ۲٫۰ است. فایدو ۲٫۰ بر اساس کارهای قبلی انجام شده توسط اتحادیه فایدو، به ویژه استاندارد احراز هویت فاکتور دوم جهانی است.
با هم، احراز هویت وب و پروتکل کلاینت به احراز هویت کننده یک پروتکل احراز هویت استاندارد را مشخص می‌کنند که نقاط پایانی پروتکل شامل یک احراز هویت‌کننده رمزنگاری کنترل‌شده توسط کاربر (مانند یک گوشی هوشمند یا یک کلید امنیتی سخت‌افزاری) و یک سامانه متکی به فایدو (که به آن سرور فایدو ۲٫۰ نیز گفته می‌شود) است. عامل کاربر تحت وب (یعنی یک مرورگر وب) به همراه یک کلاینت احراز هویت وب به عنوان واسطه بین احراز هویت‌کننده و سامانه متکی به فایدو عمل می‌کند. دستگاه کلاینت احراز هویت وب ممکن است از چندین کلاینت احراز هویت وب پشتیبانی کند. به عنوان مثال، یک لپ‌تاپ ممکن است از چندین کلاینت پشتیبانی کند، یکی برای هر عامل کاربر سازگار که بر روی لپ‌تاپ اجرا می‌شود. عامل کاربر سازگار، واسط برنامه‌نویسی کاربردی (به انگلیسی: API) جاوا اسکریپت احراز هویت وب را پیاده‌سازی می‌کند.
همان‌طور که از نام آن پیداست، پروتکل کلاینت به احراز هویت‌کننده به یک احراز هویت‌کننده رمزنگاری سازگار اجازه می‌دهد تا با یک کلاینت احراز هویت وب تعامل کند. مشخصات پروتکل کلاینت به احراز هویت کننده به دو نسخه پروتکل به نام‌های پروتکل کلاینت به احراز هویت کننده ۱٫۰ /فاکتور دوم جهانی و پروتکل کلاینت به احراز هویت کننده ۲٫۰ اشاره دارد. یک احراز هویت‌کننده که یکی از این پروتکل‌ها را پیاده‌سازی می‌کند، معمولاً به عنوان یک احراز هویت‌کننده فاکتور دوم جهانی یا فایدو ۲٫۰ شناخته می‌شود. 
اختراع استفاده از گوشی هوشمند به عنوان یک احراز هویت‌کننده رمزنگاری در یک شبکه کامپیوتری در پتنت ایالات متحده ۷٬۳۶۶٬۹۱۳ که در سال ۲۰۰۲ ثبت شده است، ادعا شده است.

## نقاط عطف
- (۲۰۱۴-۱۰-۰۹) استاندارد پیشنهادی فاکتور دوم جهانی ۱٫۰ منتشر شد
- (۲۰۱۴-۱۲-۰۸) استاندارد پیشنهادی چارچوب احراز هویت جهانی ۱٫۰ منتشر شد[۹][۱۰]
- (۲۰۱۵-۰۶-۳۰) اتحادیه فایدو دو پروتکل جدید را منتشر کرد که از فناوری بلوتوث و ارتباطات میدان نزدیک به عنوان پروتکل‌های انتقال برای فاکتور دوم جهانی پشتیبانی می‌کنند[۱۱]
- (۲۰۱۵-۰۹-۰۴) استاندارد پیشنهادی فایدو ۲٫۰ منتشر شد
- (۲۰۱۵-۱۱-۱۲) اتحادیه فایدو استاندارد پیشنهادی فایدو ۲٫۰ را به کنسرسیوم جهانی وب گستر ارائه کرد[۱۲]
- (۲۰۱۶-۰۲-۱۷) کنسرسیوم جهانی وب گستر، گروه کاری احراز هویت وب را ایجاد کرد
- (۲۰۱۷-۰۲-۰۲) استاندارد پیشنهادی چارچوب احراز هویت جهانی ۱٫۱  منتشر شد
- (۲۰۱۷-۰۷-۱۱) استاندارد پیشنهادی فاکتور دوم جهانی ۱٫۲ منتشر شد
- (۲۰۱۷-۰۹-۲۷) استاندارد پیشنهادی پروتکل کلاینت به احراز هویت‌کننده ۲٫۰ منتشر شد
- (۲۰۱۷-۱۱-۲۸) پیش‌نویس بررسی چارچوب احراز هویت جهانی ۱٫۲  منتشر شد
- (۲۰۱۸-۰۲-۲۷) پیش‌نویس پیاده‌سازی پروتکل کلاینت به احراز هویت‌کننده ۲٫۰ منتشر شد
- (۲۰۱۹–۰۳) توصیه احراز هویت وب کنسرسیوم جهانی وب گستر – یک جزء اصلی از مجموعه مشخصات فایدو ۲٫۰  اتحادیه فایدو – به عنوان یک استاندارد وب رسمی شد[۱۳]